# Втрати Російської православної армії
У статті наведено подробиці поіменних втрат Російської православної армії,  збройного формування 1-го армійського корпусу окупаційних військ РФ на Донбасі.

## Список загиблих
| п/п | Прізвище, ім'я, по-батькові                                            | Місце смерті                                   | Дата народження | Дата смерті |
| --- | ---------------------------------------------------------------------- | ---------------------------------------------- | --------------- | ----------- |
| 1.  | Асапов Олексій Михайлович (рос. Асапов Алексей Михайлович)             | поблизу м. Амвросіївка, Донецька область       |                 | 19.05.2014  |
| 2.  | Бульський Євген Михайлович (рос. Бульский Евгений Михайлович)          | на Таганрозькій трасі                          | 05.05.1981      | 05.06.2014  |
| 3.  | Слипенко Михайло Олександрович (рос. Слипенко Михаил Александрович)    |                                                | 17.01.1984      | 18.06.2014  |
| 4.  | Кошельов Віктор Ігорович (рос. Кошелёв Виктор Игоревич)                |                                                | 04.03.1986      | 18.06.2014  |
| 5.  | Красницький Ярослав Григорович (рос. Красницкий Ярослав Григорьевич)   | поблизу смт. Старомихайлівка, Донецька область | 06.07.1990      | 18.09.2014  |
| 6.  | Теремков Володимир Володимирович (рос. Теремков Владимир Владимирович) | поблизу смт. Старомихайлівка, Донецька область | 31.08.1989      | 18.09.2014  |
| 7.  | Шуляк Віталій Володимирович (рос. Шуляк Виталий Владимирович)          |                                                | 17.03.1981      | 22.01.2015  |
| 8.  | Денисюк Юрій Олексійович ("Гагарін") (рос. Денисюк Юрий Алексеевич)    |                                                | 15.10.1987      | 07.09.2019  |
| 9.  | Кулик Вадим Сергійович ("Батон") (рос. Кулик Вадим Сергеевич)          |                                                | 23.01.1993      | 11.01.2021  |